# Therkel Hjejle
Therkel Erik Einar Hansen Hjejle (født 13. november 1884 i København, død 22. september 1927) var en dansk arkitekt.
Hjejle var nært knyttet til Thorkild Henningsen og Ivar Bentsen og var med ved dannelsen af Bedre Byggeskik. Hans første huse er på, samme måde som Ivar Bentsens Huse fra Holbæk-Perioden præget af traditionen fra Empiretidens borgerhuse med deres spartanske profilering, men klare fagdeling og fine proportioner. Hjejles villaer har dog en egen og varmere tone, som bl.a. skyldes en fin tilpasning af træk fra engelsk og amerikansk villabyggeri. Det kommer især til udtryk i flere træbeklædte villaer, hvis karakter er udpræget kolonial. Trods den strenge facadedeling, som navnlig viser sig i de store landsteder, har Hjejles huse en venlig og intim karakter og en nøje tilknytning til have og landskab.

## Uddannelse
Student 1902, derefter 1 år i murerlære og forberedelse på Teknisk Skole til Kunstakademiet, hvor han blev optaget i 1905, 1908-09 medhjælper hos Arkitekt Godon i Paris (hans arbejder her fik dog kun rent teknisk betydning for ham), søgte efter sin hjemkomst en kortere tid igen ind på kunstakademiet, men fik samtidig ansættelse hos Gotfred Tvede, hvor han arbejdede i flere år, (bl.a. som konduktør på Visborggaard, Østasiatisk kompagnis kontorbygning og etatsråd Wilhelm Hansens landsted Ordrupgaard, som Hjejle utvivlsomt på mange punkter har præget), 1914 blev han medlem af af Den frie Architektforening, drev fra 1918 udelukkende selvstændig virksomhed i kompagniskab med Niels Rosenkjær, i de allersidste år ophævedes det direkte samarbejde med denne.

## Udstillinger
Charlottenborg 1914, 1919 og 1928, Kunstn. Eft. 1920.

## Arbejder
Sammen med Niels Rosenkjær har Hjejle først og fremmest udført en række villaer, bl.a. Munkeruphus i Dronningmølle for professor. P. E. Raaschou (1916), eget Sommerhus, Ørnebjærg i Rebild (1917), Landhus ved Springforbi (1919), Villaen Jægersborg Allé 74 (1920) og Direktør Holms Villa, Gl. Vartov Vej 18 (1920), Overretssagfører Zeuthens Ejendom Heslegaard (1920), Grosserer Alfred Olsens Ejendom Egebækgaard (1922), Stadsingeniør Karstens Villa, Hvidørevej 21 (1922) og professor Raaschous Villa, Christiansholmsvej 50 (1927), desuden sammen med Rosenkjær 2 af Landmandsbankens karreer ved Genforeningsplads i Borups Allé (1923). 

## Projekter
Politikens konkurrence om sommerhuse (3. præmie 1912, sammen med Niels Rosenkjær, samt to 1. præmier i den hertil knyttede konkurrence om billige sommerhusmøbler 1913), Frederiks Hospital indrettet til Kunstindustrimuseum (indkøbt 1920), udarbejdede kort før sin død et interessant projekt til det nye Nationalmuseum på dets nuværende plads.